# Meitang (köpinghuvudort i Kina, Jiangxi Sheng, lat 29,24, long 115,63)
Meitang är en köpinghuvudort i Kina. Den ligger i provinsen Jiangxi, i den sydöstra delen av landet, omkring 67 kilometer norr om provinshuvudstaden Nanchang. Antalet invånare är 14 342. Befolkningen består av 6 944 kvinnor och 7 398 män. Barn under 15 år utgör 19,0 %, vuxna 15-64 år 71 %, och äldre över 65 år 8,0 %.
Runt Meitang är det ganska tätbefolkat, med 199 invånare per kvadratkilometer. Närmaste större samhälle är Puting, 15,8 km nordost om Meitang. Trakten runt Meitang består till största delen av jordbruksmark.
Genomsnittlig årsnederbörd är 2 141 millimeter. Den regnigaste månaden är maj, med i genomsnitt 334 mm nederbörd, och den torraste är januari, med 59 mm nederbörd.